# Muraltia hyssopifolia
Muraltia hyssopifolia är en jungfrulinsväxtart som beskrevs av Chod.. Muraltia hyssopifolia ingår i släktet Muraltia och familjen jungfrulinsväxter. Inga underarter finns listade i Catalogue of Life.